# Cryptantha incana
Cryptantha incana är en strävbladig växtart som beskrevs av Edward Lee Greene. Cryptantha incana ingår i släktet Cryptantha, och familjen strävbladiga växter. Inga underarter finns listade i Catalogue of Life.